# Liste des évêques de New Ulm

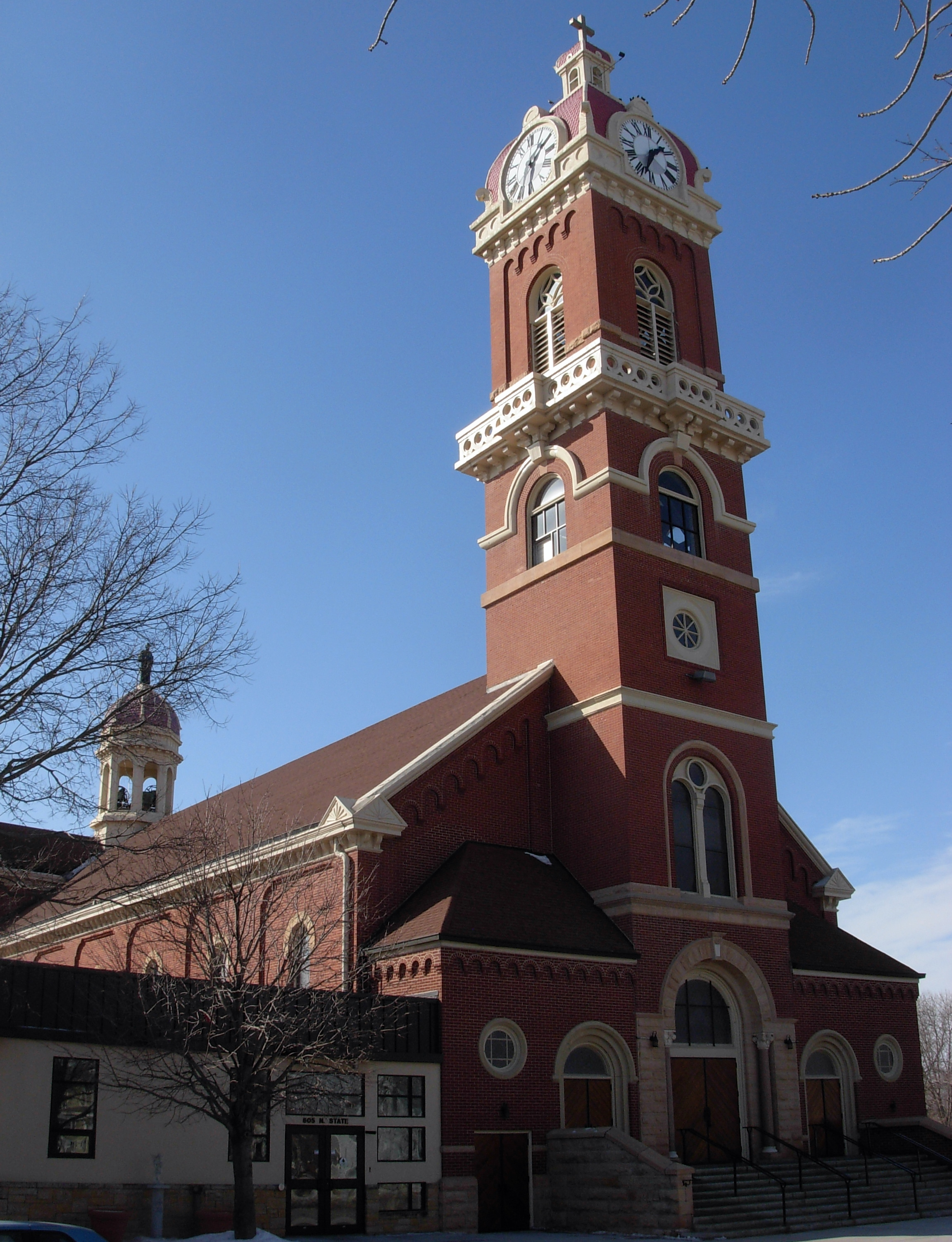
Vue de la cathédrale de la Sainte-Trinité de New Ulm

La liste des évêques de New Ulm recense les noms des évêques qui se sont succédé sur le siège épiscopal de New Ulm dans le Minnesota aux États-Unis depuis la création du  diocèse de New Ulm (Dioecesis Novae Ulmae) le 18 novembre 1957 par détachement de l'archidiocèse de Saint Paul.

## Évêques
- 28 novembre 1957-23 décembre 1975 : Alphonse Schladweiler (Alphonse James Schladweiler)
- 23 décembre 1975-17 novembre 2000 : Raymond Lucker (Raymond Alphonse Lucker)
- 12 juin 2001-24 avril 2007 : John Nienstedt (John Clayton Nienstedt)
- 24 avril 2007-14 juillet 2008 : siège vacant
- 14 juillet 2008-6 août 2020 : John LeVoir (John Marvin LeVoir)
- 5 août 2020-12 juillet 2022 : siège vacant
- depuis le 12 juillet 2022 : Chad Zielinski (en) (Chad William Zielinski)

## Source
- (en) Diocese of New Ulm, Catholic-Hierarchy